# 前214年
| 千纪： | 前1千纪 |
| 世纪： | 前4世纪 \| 前3世纪 \| 前2世纪                                                                                         |
| 年代： | 前240年代 \| 前230年代 \| 前220年代 \| 前210年代 \| 前200年代 \| 前190年代 \| 前180年代                               |
| 年份： | 前219年 \| 前218年 \| 前217年 \| 前216年 \| 前215年 \| 前214年 \| 前213年 \| 前212年 \| 前211年 \| 前210年 \| 前209年 |
| 纪年： | 秦始皇三十三年；衛君角二十八年                                                                                        |

## 大事记
- 秦始皇派出的大将，任嚣和赵佗率领大军经过四年努力，终于完成平定岭南的大业。 秦始皇在岭南设立了南海、桂林、象三郡，任嚣被委任为南海郡尉，赵佗被委任为龙川县令。
- 蒙恬斥逐匈奴，收河南地為四十四縣。築長城，因地形，用制險塞。起臨洮至遼東，延袤萬餘里。於是渡河，據陽山，逶迤而北。暴師於外十餘年。蒙恬常居上郡統治之，威振匈奴。
- 第二次布匿戰爭時期入侵至義大利半島的迦太基將軍漢尼拔向馬其頓王國腓力五世同盟，準備一同對付羅馬共和國，腓力五世對羅馬勢力範圍中的伊利里亞虎視眈眈，馬其頓和羅馬間因此爆發第一次馬其頓戰爭。

## 出生
- 秦王子嬰